# Oliveto Citra
Oliveto Citra é uma comuna italiana da região da Campania, província de Salerno, com cerca de 4.005 habitantes. Estende-se por uma área de 31 km², tendo uma densidade populacional de 129 hab/km². Faz fronteira com Campagna, Colliano, Contursi Terme, Senerchia (AV), Valva.

## Demografia
| Variação demográfica do município entre 1861 e 2011                               |
|                                                                                   |
| Fonte: Istituto Nazionale di Statistica (ISTAT) - Elaboração gráfica da Wikipedia |